# Leah Baird
Ada Frankenstein[cita requerida] (20 de junio de 1883-3 de octubre de 1971), más conocida como Leah Baird, fue una actriz y guionista estadounidense.

## Vida
Baird nació en Chicago, Illinois, el 20 de junio de 1883, hija de William Frankenstein y Bertha Schreiver Frankenstein Rathjen. Baird tenía una hermana mayor, Mathilda Marie Emilie Frankenstein.
Baird fue una de las primeras actrices que trabajo en Vitagraph Studios, comenzó su carrera cinematográfica en 1910 en Jean and the Waif juntó con Jean, the Vitagraph Dog. Baird interpretó varios papeles principales en la compañía de William F. Brady, juntó con Douglas Fairbanks. A finales de la década de 1910 actuó en 15 episodios de Wolves of Kultur. Baird escribió y produjo varias películas durante la década de 1920.
Más tarde, Baird se convirtió en guionista y contribuyó en varias películas de Clara Bow.[cita requerida] Baird se casó con Arthur F. Beck en 1914.